# Севен-Сістерз (станція)
51°34′59″ пн. ш. 0°04′24″ зх. д. / 51.582931° пн. ш. 0.073306° зх. д.
Севен-Сістерз (англ. Seven Sisters) — станція Лондонського метрополітену лінії Вікторія, London Overground лінії Енфілд-енд-Чешант та Greater Anglia (West Anglia Main Line), розташована у районі Севен-Сістерз у 3-й тарифній зоні. В 2017 році пасажирообіг станції, для National Rail, склав 8.169 млн осіб, для Лондонського метро — 18.33 млн осіб

## Історія
- 22 липня 1872: відкриття станції у складі Great Eastern Railway (GER, Stoke Newington & Edmonton Railway line).[5]
- 1 січня 1878: відкриття трафіку Palace Gates Line
- 7 січня 1963: припинення трафіку Palace Gates Line.
- 1 вересня 1968: відкриття платформ лінії Вікторія

## Пересадки
- У кроковій досяжності знаходиться залізнична станція Саут-Тоттенгем London Overground Gospel Oak to Barking Line.
- на автобуси London Buses маршрутів 41, 76, 149, 243, 259, 279, 318, 349, 476, W4 та нічні маршрути N41, N73, N279.[6]